# Ren (filozofia)
Ren – w filozofii konfucjańskiej najważniejsza ze wszystkich cnót, cnota doskonała stanowiąca połączenie wszystkich pozostałych. Pojęcie to tłumaczy się najczęściej jako humanitarność, humanitaryzm, ludzkość. Przed czasami Konfucjusza cnota ren rozumiana była jako życzliwość władcy wobec poddanych. Stopniowo znaczenie ren przekształciło się w dobroczynność, cnotę odnoszącą się nie tylko do władców.